# Осиновата (притока Водяної)
Осиновата — річка у Бобринецькому та Компаніївському районах Кіровоградської області, права притока Водяної (басейн Південного Бугу).

## Опис
Довжина річки 14 км, похил річки — 6,4 м/км. Формується з багатьох безіменних струмків та водойм. Площа басейну 65,8 км². Літом на деяких ділянках пересихає.

## Розташування
Осиновата бере початок на південній околиці села Благодатне. Тече переважно на північний схід через село Осикувате. На південному сході від села Покровка впадає у річку Водяну, праву притоку Сугоклії.